# Dirk Martens (acteur)
Pour les articles homonymes, voir Martens et Dirk Martens.
Dirk Martens est un acteur allemand né en 1964 à Mülheim an der Ruhr.

## Filmographie
- 1994-2001 : Rex, chien flic
  - 2001 : épisode La Romancière : Xaver Stoll
  - 1994 : épisode Apportez-moi la tête de Beethoven : Strasser
- 2000 : Medicopter, épisode La Douzième Place : Jorge
- 2002 : Duo de maîtres : Saison 1 : Procureur Riese
- 2002-2006 : STF (SK Kölsch) : Commissaire Falk von Schermbeck
- 2012 : Le Tigre blanc
- 2013 : Robin des Bois et moi (Robin Hood & Ich) (TV) : Dr. Heiko Herberts
- 2013 : Un cas pour deux- Les riches et les pauvres (saison 32, épisode 5) : Manager du club
- 2018 : Sobibor : Backman

Il a également joué dans Special Task Force (SK Kölsh). Il incarne Falk Von Shermbeck, collègue de Jupp Schatz qui est interprété par Uwe Fellensiek. Cette série passe sur la 13e Rue, du lundi au vendredi de 17 h 15 à 18 h et de 18 h 05 à 18 h 50.